# Josephine Kablik

Josephine Kablik, Lithographie von Eduard Kaiser aus der Oesterreichischen Botanischen Zeitschrift, X. Jahrgang, Nr. I, Wien 1860

Josephine Kablik, auch Kabelik (geb. Ettel, * 9. März 1787 in Hohenelbe, Böhmen; † 21. Juli 1863 in Hohenelbe) war eine böhmische, k. k. österreichische Botanikerin und Paläontologin. Sie hat sich insbesondere mit der Flora des Riesengebirges beschäftigt.
Ihr botanisches Autorenkürzel lautet „Kablik“.

## Werdegang
Josephine Kablik wurde als Tochter des Papierfabrikanten David Ettel geboren. Schon in jungen Jahren erwachte ihr Interesse an der heimatlichen Flora. Bis zu ihrem 12. Lebensjahr wuchs Josephine in der Familie auf. Danach wurde sie ins Kloster der Ursulinerinnen nach Prag geschickt, um sich in den damals üblichen weiblichen Tätigkeiten zu bilden. Nach ihrer Eheschließung im Jahr 1806 mit Adelbert Kablik studierte sie 1822 bis 1823 privat bei dem Botaniker Wenzel Mann (1799–1839) in Prag. 1823 kehrte sie nach Hohenelbe zurück. Sie unternahm ausgedehnte Exkursionen und legte mit den gesammelten Pflanzen ein systematisches Herbarium an. Neben einem allgemeinen Herbarium baute sie eine umfangreiche Spezialsammlung zur Vegetation des Riesengebirges auf. An der in Prag 1825 gegründeten Opizschen Pflanzentauschanstalt beteiligte sich Kablik rege. Sie sandte jährlich etwa 2400 Pflanzenexemplare ein, die weltweit weiterverschickt wurden. So konnte sie Kontakte zu zahlreichen Wissenschaftlern ihrer Zeit und zu botanischen Instituten knüpfen. Josephine Kablik sammelte außer Pflanzen auch paläontologisches Material, das in Museums- und Lehrsammlungen Eingang fand. Bis ins hohe Alter führte sie auch unter widrigen Wetterbedingungen Exkursionen in Deutschland, Italien und der Schweiz durch. Unterstützt wurde sie bei ihren Forschungen von ihrem Ehemann, der als Apotheker ebenfalls naturwissenschaftlich interessiert war. So legte das Paar gemeinsame Sammlungen an, die mit Museumssammlungen vergleichbar waren.

## Wissenschaftliches Wirken
Durch ihre botanische Sammeltätigkeit konnte Josephine Kablik zur besseren Kenntnis der Vegetation des Riesengebirges beitragen. Sie entdeckte hierbei auch mehrere neue Arten. Im Bereich der Paläontologie konnte sie Funde von bis dato unbekannten Arten verzeichnen. Beispiele hierfür sind der fossile Fisch Palaeoniscus Kablikae und der ausgestorbene Trilobit Kablikia silurica. Die von ihr ursprünglich zwei entdeckten Urkrebse wurden von Hanns Bruno Geinitz 1862 im Kontext der Sitzungsberichte der Isis erstbeschrieben und ebendort nach heftiger Kritik 1863 korrigiert. Zu Dr. J. N. Eiselts Werk Der Johannesbader Sprudel und dessen Umgebungen trug sie eine Beschreibung der Pflanzenwelt des Riesengebirges bei.

## Ehrungen
Mehrere der von Josephine Kablik neu entdeckten Arten wurden ihr zu Ehren benannt. So die Pflanze Rhizolithes Kablikae und der fossile Fisch Palaeoniscus Kablikae. J. Maly erkannte ihre Verdienste für die Flora Deutschlands und Österreichs im Kontext einer Vorrede zu seiner Enumeratio  plantar. imp. Austria 1848 in Wien an. Gustav Lorinser sprach ihr seine Anerkennung in seinem 1847 erschienenen Buch Flora Deutschlands und der Schweiz aus. Josephine Kablik wurde in die Kunstinstallation The Dinner Party von Judy Chicago aufgenommen.
Josephine Kablik gehörte mehreren botanischen Gesellschaften an und wurde Mitglied im naturwissenschaftlichen Verein Lotos in Prag.